# Quavian White
Quavian White (né le 12 juin 2000) est un cornerback professionnel américain de football nord-américain se positionnant au poste de défenseur présentement au près de l'équipe des Tiger-Cats de Hamilton dans la Ligue canadienne de football (LCF). Il a joué au football universitaire à le collège Georgia State.

## Jeunesse
White a grandi dans la ville  Greer, en Caroline du Sud, et a fréquenté le secondaire de Greer où il a joué au football et a participé dans leur équipe de course et piste. Au cours de sa carrière sur piste, il a remporté le titre de MVP masculin de la rencontre de championnat lors de sa dernière année. Il a été classé comme une recrue trois étoiles et s'est engagé à jouer au football universitaire au sein du collège Georgia State malgré les offres d'écoles telles que le collège d'Appalachian State, le collège Wisconsin et le collège The Citadel,.

## Carrière universitaire
Au cours de la saison 2018, White a débuté 11 des 12 matchs. White a terminé la saison 2018 avec 42 plaqués (tacle), dont un pour perte, deux déviations de passe, une interception et un échappé forcé (fumble). White a terminé la saison 2019 avec 38 plaqués, dont deux pour perte, sept déviations de passes et deux interceptions. Au cours de la saison 2020, White a enregistré 49 plaqués dont trois pour perte, trois interceptions et huit déviations de passes. Pour sa performance au cours de la saison, White a été nommé au tableau d'honneur hebdomadaire du prix Paul Hornung après le match de la semaine 1 contre la Louisiane, classée 19e,. Au cours de la saison 2021, White a enregistré 42 plaqués, dont un pour perte, une interception et six déviations de passe. Au cours de la saison 2022, White a enregistré 29 plaqués, dont quatre pour perte, un sack, quatre interceptions et neuf déviations de passes.
White a terminé sa carrière à Georgia State avec 200 plaqués dont 10 pour perte, 2,5 sack, 32 déviations de passes, 11 interceptions, une récupération de fumble et un fumble forcé.

## Carrière professionnelle
Après n'avoir pas été sélectionné lors du repêchage de la NFL 2023, White a signé avec les Cardinals de l'Arizona en tant qu'agent libre non repêché le 1er mai 2023. Il a été libéré de l' équipe d'entraînement le 1er septembre 2023 mais a été réintégré dans l'équipe d'entraînement trois jours plus tard. Il a été activé de l'équipe d'entraînement le 16 septembre 2023. Il a été libéré le 26 septembre 2023, puis a resigné le 10 octobre. Il a signé un contrat de réserve/futur le 8 janvier 2024. Il a été libéré le 30 avril 2024.
Suivant ceci, White a signé avec les Tiger-Cats de Hamilton le 19 décembre 2024.